# Gymnostreptus claviger
Gymnostreptus claviger är en mångfotingart som beskrevs av Karl Wilhelm Verhoeff 1943. Gymnostreptus claviger ingår i släktet Gymnostreptus och familjen Spirostreptidae. Inga underarter finns listade i Catalogue of Life.